# 南
南（みなみ）は、北極星とは対蹠の方位。東西が相対的な位置関係にあるのに対して南北は絶対的な位置関係にある。北回帰線以北で、太陽高度が最も高くなる方位。逆に南回帰線以南では、太陽高度が最も低くなる。
方位磁針のS極が指す「南」は厳密には磁南といい、南とは多少のずれがある。日本国内では、その差は約5～7°で、地域により異なる。

## 南に関する項目
- 角度や時刻において、南は半周（180°）や真昼を示す。（北を0°＝360°とする）
- 地図においては、南は後を指す事が多い（この場合、北は前を、東は右を指す）。
- 北半球では、温暖（時に暑熱）の象徴とされる方角である。
- 日本では、太陽が南で頂に達する事から、部屋の間取りでは南向きが好まれる。
  - 他の国の中には、家具焼けするなどの理由から南向きは敬遠される場合もある。
- 四神において南は朱雀が司る。
- 指南車：古代中国で、南を指すのに用いた。
- 南半球（ブラジル、アルゼンチンなど）においては、「今日は南風が強くて寒いですね」との会話が度々なされるが、これは南極からの冷風に因るものである。